# Helena Cosano

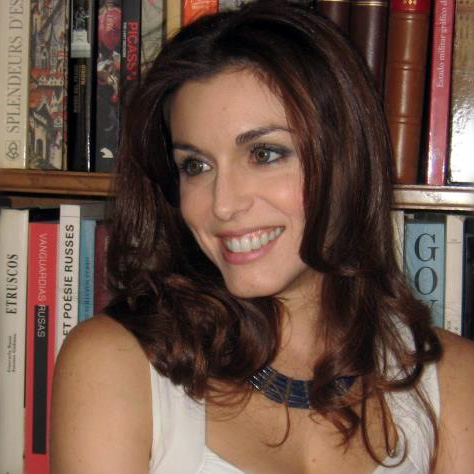
Helena Cosano

Helena Cosano (Nueva Delhi). Diplomática, escritora y conferenciante. Hija del embajador Antonio Cosano. Entre 2004 y 2008 desempeñó la Segunda Jefatura de la Embajada de España en Kazajistán, República Kirguisa y Tayikistán y, a la vez, fue cónsul de España en Astaná (Kazajistán), siendo responsable de los servicios consulares relacionados con los citados países. Desde 2008 a 2010 fue consejera ante la Conferencia de Desarme en la Misión Permanente de España ante la ONU y otros organismos internacionales.
Por su labor como escritora ha sido laureada por el gobierno francés con el primer premio de literatura española en el Concours Général des Lycées (1994).[cita requerida]
Con su obra "El viento de Viena" se proclamó en 2015 ganadora del Premio Internacional de Narrativa “Agua y Viento” de Buitrago del Lozoya. Además la calidad de su obra literaria y, en especial, de su libro 'Almas Brujas', ha sido reconocida asimismo con el Premio Internacional de Literatura Rubén Darío 2014.
Estuvo casada con el escritor Daniel Kehlmann (Múnich, 1975), cuya obra "La medición del mundo" es la obra más vendida en lengua alemana desde El perfume de Patrick Süskind.
Como escritora destacan su obras "Teresa la mujer", "El viento de Viena", "Almas Brujas", "Cándida diplomática", "Mariposas" y “Tres reencuentros y nueve días de amor teórico”.